# Światowe Igrzyska Halowe w Lekkoatletyce 1985 – chód na 3000 m kobiet
Chód na 3000 metrów kobiet – jedna z konkurencji rozgrywanych podczas halowych światowych igrzysk lekkoatletycznych w hali Accor Arena w Paryżu. Rozegrano od razu finał 18 stycznia 1985. Zwyciężyła reprezentantka Włoch Giuliana Salce.

## Rezultaty

### Finał
Wystartowało 10 chodziarek.
Opracowano na podstawie materiału źródłowego.
| Miejsce | Zawodniczka       | Czas     | Uwagi |
| ------- | ----------------- | -------- | ----- |
| 1       | Giuliana Salce    | 12:53,42 | NR    |
| 2       | Yan Hong          | 13:05,56 | AR    |
| 3       | Ann Peel          | 13:06,97 |       |
| 4       | Dana Vavřačová    | 13:29,06 |       |
| 5       | Ann Jansson       | 13:47,18 |       |
| 6       | Teresa Vaill      | 13:59,56 |       |
| 7       | Suzanne Griesbach | 14:22,21 |       |
| 8       | Synnøve Olsen     | 14:22,40 |       |
| 9       | Karin Jensen      | 14:40,59 | NR    |
| 10      | Ingrid Adam       | 14:54,67 |       |